# Frühstyxradio

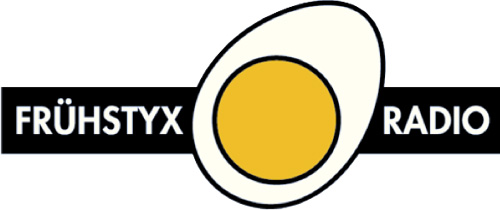
Logo Frühstyxradio

Altes Logo Frühstyxradio

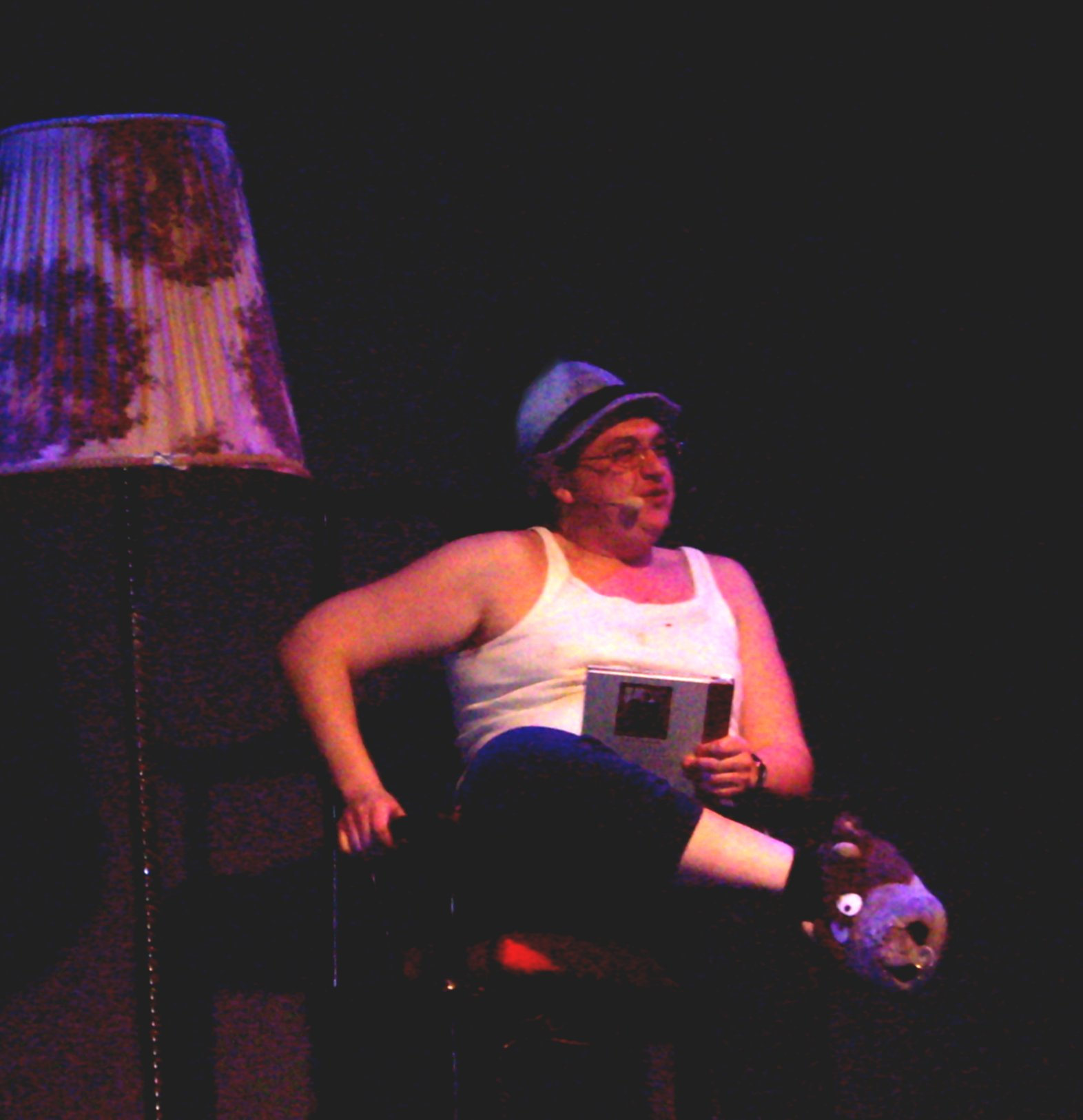
Oliver Kalkofe als „Onkel Hotte“

Das Frühstyxradio oder „Der größte Kulturmagazin der Welt“, wie es sich selbst nennt, ist eine Comedy-Sendung, die bei radio ffn und Fritz (rbb) ausgestrahlt wurde. Ihren Ursprung hat die Sendung bei radio ffn, dort verfolgten mehr als 550.000 Hörer jeden Sonntag in der Zeit von 9 bis 12 Uhr das Programm. Das Frühstyxradio ist damit die erfolgreichste Comedy-Sendung im deutschen Rundfunk.
Die Sendung wurde zunächst von August 1988 bis zum 31. März 1996 bei radio ffn und als Wiederholung von 1994 bis 2000 bei Fritz ausgestrahlt. Von 1997 bis 1998 gab es bei radio ffn sonntags Best-of-Sendungen. Seit 2004 produziert das Frühstyxradio zu besonderen Anlässen Extrashows, die bei Radio ffn und radio eins (rbb) ausgestrahlt werden.
Die wichtigsten Mitglieder sind und waren Dietmar Wischmeyer, Oliver Kalkofe, Oliver Welke, Sabine Bulthaup, Andreas Liebold und Klaus-Dieter Richter. Auch „Siggi und Raner“ veröffentlichten ihre CDs unter dem Label des Frühstyxradios. Zu den weiteren Mitwirkenden gehörten u. a. Martin Jürgensmann, Jochen Krause, Rainer Jankowski, Michael Lutter, Karl Schindler, Thomas Springer, Ecki Stieg und Fritz Tietz.

## Geschichte

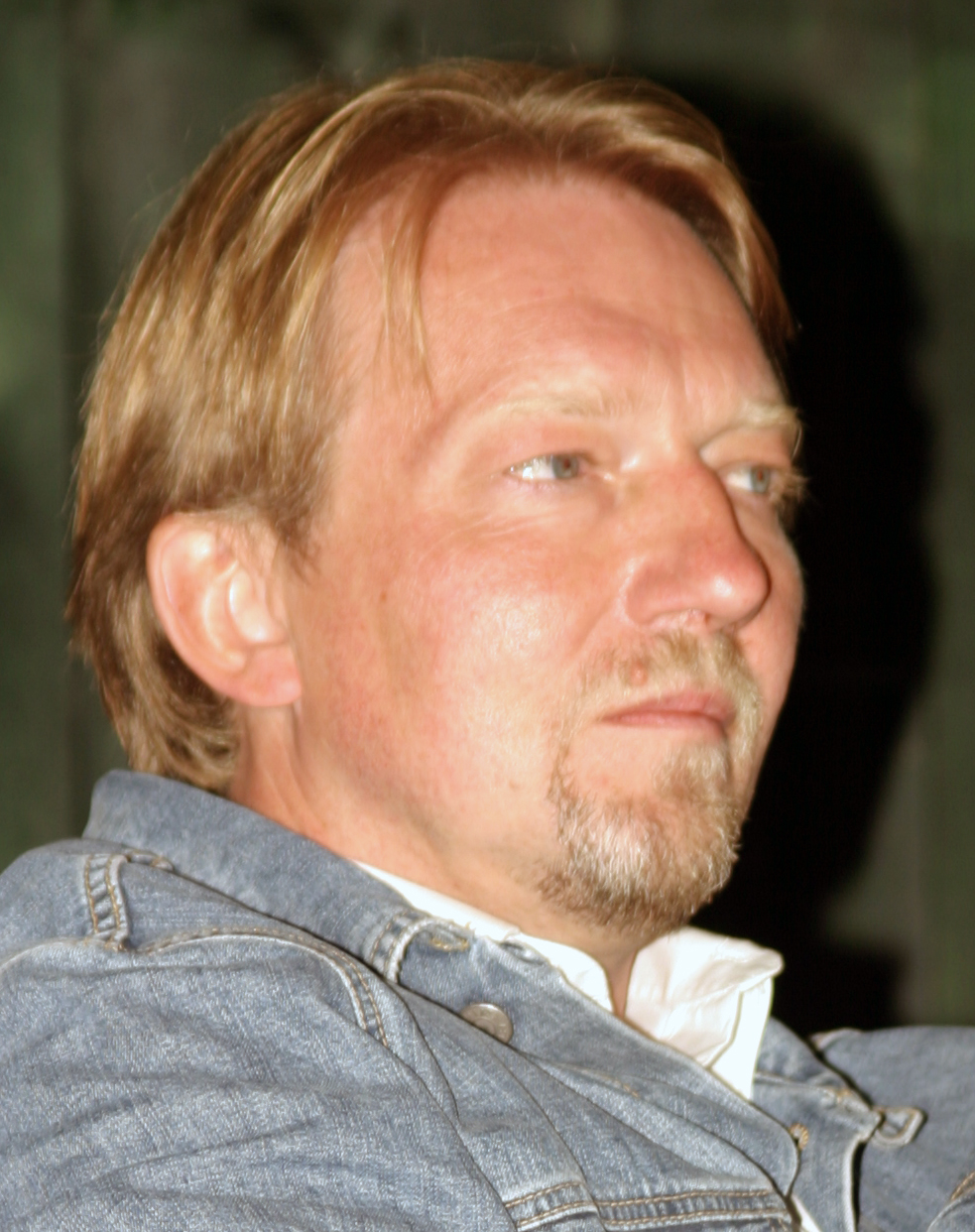
Dietmar Wischmeyer

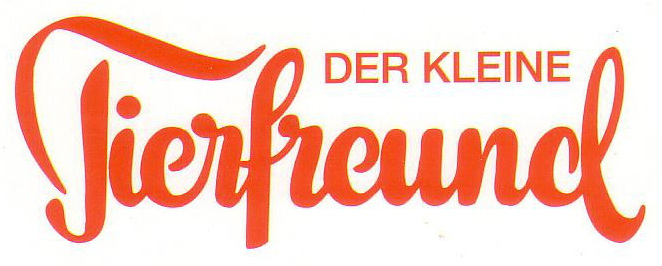
Logo Der Kleine Tierfreund

Die Sendung Frühstyxradio wurde von der Comedy-Redaktion des Senders radio ffn entwickelt. Ab März 1988 lief im Programm von ffn die Serie Der kleine Tierfreund (Dietmar Wischmeyer). Aufgrund des großen Erfolges beauftragten die Programmverantwortlichen die Moderatoren Dietmar Wischmeyer und K. D. Richter mit der Entwicklung eines Comedy-Konzeptes und dem Aufbau einer Comedy-Redaktion. Sabine Bulthaup und Andreas Liebold verstärkten das Team. Als erste gemeinsame Arbeit entstand die Serie DieVierma, eine überdrehte Darstellung des Soziotops Büro. Neben weiteren Beiträgen für das Tagesprogramm war eine dreistündige Comedy-Sendung am Sonntagmorgen (9.00 – 12.00 Uhr) der zentrale Bestandteil des gemeinsam entwickelten Comedy-Konzeptes. Diese Sendung bekam den Namen Frühstyxradio und wurde erstmals am 31. Juli 1988 (Thema: Live von der Interwitz) ausgestrahlt.
Mit dem Programm DieVierma gingen die Autoren 1990 erstmals gemeinsam auf Tournee. Sämtliche Veranstaltungen waren ausverkauft. Auch die zur gleichen Zeit erschienene CD ist längst vergriffen.
1990 stieß Oliver Kalkofe als Praktikant zur Sendung und entwickelte unter anderem die Serien ffnterprise, Onkel Hotte und Kalkofes Mattscheibe.
Im Mai 1992 wurde die Sendung vorübergehend vom Programmdirektor Peter Bartsch abgesetzt, da der vorgebliche Fäkalhumor nicht ins Formatradio-Programmschema passte. Nach Demonstrationen der Hörer vor dem Sender und einem großen Medienecho (u. a. Der Spiegel, Stern, Premiere, Sat.1) wurde die Sendung aber im Herbst wieder ins Programm von ffn aufgenommen. Im selben Jahr wurde das Frühstyxradio-Label gegründet, auf dem seither ca. 80 CDs und DVDs erschienen sind.
Im Sommer 1993 verließ K. D. (Asso) Richter die Redaktion. Oliver Welke, der schon seit 1990 als Co-Autor sporadisch in Erscheinung trat, verstärkte das Frühstyxradio-Team als Autor und Sprecher.
1993 absolvierte das Frühstyxradio-Team über 50 Veranstaltungen, unter anderem im Rahmenprogramm der Verleihung des Adolf-Grimme-Preises.
1994 wurde anlässlich der Landtagswahl in Niedersachsen eine eigene Partei namens FSR – Freiheit, Schönheit, Reichtum für alle und umsonst gegründet. Premiere zeigte ab 1994 die TV-Version von Kalkofes Mattscheibe unverschlüsselt in seinem Programm.
1996 verschwand das Frühstyxradio erstmals dauerhaft aus dem Programm von ffn. Die letzte Sendung Die Dröhnung erschien auch auf CD. Laut Wischmeyer war die Entscheidung aufzuhören, „eine der größten und besten Ideen, die das Frühstyxradio je hatte“, da man nur auf diese Weise zur Legende werde.
1997 und 1998 sendete radio ffn nochmals 50 Folgen Frühstyxradio mit Wiederholungen alter Beiträge.
Von 1994 bis 2000 strahlte der rbb-Sender Fritz das Frühstyxradio aus.
Am 1. April 1997 wurde auf dem zukünftigen Gelände der Expo 2000 in Hannover, drei Jahre vor dem geplanten Termin, mit der offiziellen Einweihung des Frühstyxradio-Pavillons durch Günther, den Treckerfahrer, die Weltausstellung bei strahlendem Sonnenschein eröffnet. Im selben Jahr hatte der damalige niedersächsische Ministerpräsident Gerhard Schröder einen Gastauftritt auf der CD Wir sind die Niedersachsen. Im selben Jahr wurde die CD Schröder aufgenommen, auf der er in einigen Tracks selber mitspielte und sogar den Kleinen Tierfreund imitierte.
Im Jahr 2004 wurden wieder Specials zu den Themen 29. Februar, Muttertag, Fußball-Europameisterschaft und zum 14. Jahrestag der Deutschen Einheit bei radio ffn gesendet. Zum Jahresende folgten im November das Special 1500 Jahre Frühstyxradio und an Heiligabend die Traditionsreihe Frieda & Anneliese warten auf das Christkind. Weitere Sendungen und Specials folgten in unregelmäßigen Abständen.
Am Vatertag 2005 traten Wischmeyer, Bulthaup, Liebold und Asso Richter mit Verstärkung von Hans-Werner Olm und einer Band live und als Freiluftveranstaltung in Hannover mit einem knapp vierstündigen Programm vor etwa 2.000 Zuschauern auf.
Das Frühstyxradio ist außerdem dafür bekannt, Sondersendungen für die Stunde, die es nicht gibt zu produzieren. Die besagte Sendung findet im Oktober in der Stunde der Winterzeitumstellung zwischen „2 und 2 Uhr“ statt. Diese Tradition wurde im Jahr 2005 bei einer Veranstaltung im Presswerk der Volkswagen Nutzfahrzeuge AG in Hannover wieder neu aufgenommen und live bei radio ffn übertragen. Bei der Veranstaltung erhielten die Zuhörer zur Begrüßung die beliebte VW-Currywurst. 2006 wurde die Stunde, die es nicht gibt im ffn-Funkhaus mit einer Lesung vom Kleinen Tierfreund zelebriert. Sie ist seitdem wieder fester Bestandteil des Programms von radio ffn in der Nacht der Winterzeitumstellung.
Seit März 2008 ist der Sender „ffn comedy“ als Webstream zu empfangen. Innerhalb des Musikprogramms kommen in mehreren Frühstyxradio-Beiträgen pro Stunde die bekannten Comedy-Figuren wieder zu Wort.
Im September 2008 feierte die Sendung ihr 20-jähriges Bestehen mit vier sonntäglichen Sondersendungen und neuem Material. Parallel standen auch die sechs Hauptautoren erstmals gemeinsam bei Auftritten in Hannover und Berlin auf einer Bühne.
In wechselnden Konstellationen treten die Frühstyxradio-Autoren regelmäßig weiterhin live auf. Während Dietmar Wischmeyer nach wie vor viel für das Radio arbeitet (u. a. Wischmeyers Schwarzbuch; Günther, der Treckerfahrer), konzentrieren sich Oliver Kalkofe (Kalkofes Mattscheibe, SchleFaZ) und Oliver Welke (heute-show) auf das Medium Fernsehen.
Am 6. November 2022 startete radio ffn den Streamingsender „ffn-Frühstyxradio“, der rund um die Uhr alle Serien aus dem ursprünglichen Programm überträgt. Jeden Sonntag wird um 9 Uhr eine einstündige „Frühstyxradio kompakt“ Sendung übertragen, die eine reine Wortsendung ist, während der tägliche Stream auch Musik zwischen den FSR-Beiträgen enthält.

## Serien (Auswahl)
Im Rahmen des Frühstyxradios wurden verschiedene Serien entwickelt, welche zum Teil bis heute im Radioprogramm von radio ffn zu hören sind. Auf einer der Serien basiert auch der Film Der WiXXer. Etliche der folgend genannten Serien erreichten Kultstatus und sind regelmäßig im Frühstyxradio-Comedystream zu hören.

### Alfons Derra
| Alfons Derra                   | Alfons Derra       |
| ------------------------------ | ------------------ |
| Erkennungsmusik:               | Alfons-Derra-Thema |
| Erstausstrahlung:              | 23. August 1992    |
| Besetzung                      |                    |
| - Oliver Kalkofe: Alfons Derra |                    |

Der Fremdenführer (Alienleader) Alfons Derra kutschiert eine Gruppe japanischer Touristen durch Wummelsdorf und erklärt ihnen auf Englisch die Sehenswürdigkeiten des Ortes. Seine Kenntnisse dieser Fremdsprache lassen jedoch sehr zu wünschen übrig. So übersetzt er in einer Folge Altenheim mit Olden home (statt Retirement home) oder Erwachsenenfortbildung mit Grown up away building (statt Adult education). Die Touristengruppe, die trotz seiner mangelhaften Sprachkenntnisse Derras Ausführungen sehr gut versteht, reagiert darauf stets irritiert, bisweilen auch belustigt. Derra missdeutet dies jedoch und äußert sich häufig genervt und abfällig über seine Touristengruppe (doofe/blöde Japander, von nichts Ahnung usw.). Darüber hinaus werden als Running Gag in fast jeder Folge Besuche der Kläranlage von Wummelsdorf erwähnt oder zumindest hierauf angespielt. Als besonderes Souvenir werden dort regelmäßig Kackhaufen erworben, wobei nicht immer eindeutig ist, ob es sich um echte Häufchen, oder nicht doch um Scherzartikel handelt.

### Arschkrampen
| Arschkrampen                                                                                   | Arschkrampen            |
| ---------------------------------------------------------------------------------------------- | ----------------------- |
| Erkennungsmusik:                                                                               | Arschkrampenzeit-Jingle |
| Erstausstrahlung:                                                                              | 1989                    |
| Besetzung                                                                                      |                         |
| - Dietmar Wischmeyer: Kurt Adolf Amadeus Krampmeier - Oliver Kalkofe: Jürgen (Gürgen) Ferkulat |                         |

Kurt Krampmeier und Gürgen Ferkulat besuchen regelmäßig die Schankwirtschaft „Bei Gertrud“ („Ballerbude“). Dort bestellen sie „Bier mit Tzaziki“ („Ballerbrühe“), wovon Kurt sich hin und wieder übergeben muss, und „Alster mit Erdbeerjoghurt“. Kurt ist ein arbeitsloser Straßenbauarbeiter mit einem vulgärsprachlichen Vokabular. Gürgen, der sich sprachlich gewählt ausdrückt, stellt ein unterwürfiges Muttersöhnchen dar, das von Kurt neben anderen Schimpfwörtern vor allem als „Ferkelwämser“ (Sodomietreibender) bezeichnet wird. Die Arschkrampen heben sich von anderen fäkalhumoristisch orientierten Comedy-Serien dadurch ab, dass Kurt in lichten Momenten seine Ausfälle durch stark philosophische Ansätze bricht, die er zumeist aber in massiver Zufuhr von „Ballerbrühe“ erstickt.

### Bad Oeynhausen Cops
| Bad Oeynhausen Cops                                                             | Bad Oeynhausen Cops |
| ------------------------------------------------------------------------------- | ------------------- |
| Erkennungsmusik:                                                                | Theme From S.W.A.T. |
| Erstausstrahlung:                                                               | 1993                |
| Besetzung                                                                       |                     |
| - Oliver Kalkofe: Robert - Oliver Welke: Walter - Andreas Liebold: Off-Sprecher |                     |

In der zwischen 1993 und 2000 laufenden Serie Bad Oeynhausen Cops spielten Oliver Kalkofe und Oliver Welke die zwei Polizisten Robert und Walter aus Bad Oeynhausen. Kennzeichnendes Merkmal war der im Stil eines Programmtrailers gehaltene Aufbau mit der Ankündigung einer besonders packenden Polizeiserie, während sich der Polizeialltag von Robert und Walter als eher banal und ereignislos entpuppte.

### Die drei Musketiere
| Die drei Musketiere | Die drei Musketiere |
| --- | ------------------- |
| Erkennungsmusik: | Musketier-Thema     |
| Erstausstrahlung: | 1988                |
| Besetzung |                     |
| - Sabine Bulthaup: Off-Stimme, wechselnde Rollen - Dietmar Wischmeyer: Off-Stimme, wechselnde Rollen - Klaus-Dieter Richter, Andreas Liebold, Oliver Kalkofe: wechselnde Rollen |                     |

Parodie der legendären Romanreihe Die drei Musketiere. D’Artagnan, Aramis, Athos und Porthos reiten für Freiheit und Gerechtigkeit und geraten in ihren ca. einminütigen Beiträgen von einem Kalauer in den nächsten.
Die drei Musketiere gehören zu den beständigen Gründungsformaten des Frühstyxradios. Auffällig ist das Auftreten des Folgentitels Sorge um D’Artagnan, dessen z. T extrem hohe Nennzahl an Teilen einige tausend erreicht, während die Gesamtzahl der Episoden der drei Musketiere wahrscheinlich „nur“ bei einigen hundert liegt.

### Fahrgemeinschaft
| Fahrgemeinschaft                                                                                     | Fahrgemeinschaft       |
| --- | ---------------------- |
| Erkennungsmusik:                                                                                     | Fahrgemeinschaft-Thema |
| Erstausstrahlung:                                                                                    | 1995                   |
| Besetzung                                                                                            |                        |
| - Martin Jürgensmann: Kalle - Sabine Bulthaup: Gisi - Oliver Welke: Holgi - Dietmar Wischmeyer: Jaro |                        |

Die Fahrgemeinschaft ist eine kleine Gruppe von Mitarbeitern einer Fleischsalatfabrik (in der Serie oft „Fleische“ genannt), die üblicherweise in Kalles Mercedes zur Arbeit fährt. Kalle ist stets um den Zustand seines „Mercers“ besorgt. Er hat ein Auge auf die scharfe Kopottka geworfen, mit der er nur allzu gern zusammenkommen würde. Es bleibt aber bis zuletzt bei einer losen Bekanntschaft. Gisela, genannt Gisi ist das kleine Dummchen in der Serie. Sie hat einen Sprachfehler und verwechselt konsequent Sch- mit S- und Z-Lauten. So spricht sie das Wort „Fleischsalat“ stets „Fleizschalat“ aus. Sie ist, wie jedem offensichtlich ist, in Kalle verknallt, was sie in ihrem eigenen Kosmos als „heimlich“ betrachtet. Kalle selbst lässt sie regelmäßig abblitzen. Holgi ist die Intelligenzbestie der kleinen Truppe. Er ist homosexuell, Dauerstudent und wohnt noch bei seiner Mutter. Jaro ist polnischer Herkunft und neigt bisweilen zur Kleinkriminalität. Diebstählen, Hehlerei und kleineren Betrügereien gegenüber ist er alles andere als abgeneigt, womit er sich und seine Kollegen gelegentlich in Schwierigkeiten bringt.
Innerhalb des Serienuniversums gibt es einige Specials. So fährt die Fahrgemeinschaft in der Reihe In 80 Tagen um die Welt im Mercedes ein Mal rund um die Erde, um im Rahmen einer selbsterklärten Mission der Welt den Fleischsalat zu bringen. In der Reihe Die Tanke eröffnen die vier, nachdem die Fleische infolge einer Insolvenz geschlossen wurde, eine freie Tankstelle.

### (Raumschiff) FFNterprise
| (Raumschiff) FFNterprise | (Raumschiff) FFNterprise |
| --- | ------------------------ |
| Erkennungsmusik: | FFNterprise Thema        |
| Erstausstrahlung: | 1990                     |
| Besetzung |                          |
| - Gert Günther Hoffmann: Captain Kirk (O-Ton) - Herbert Weicker: Mr. Spock (O-Ton) - Andreas Liebold: Chekov - Oliver Kalkofe: Hans-Jürgen - Dietmar Wischmeyer: Benno Bottrop - Sabine Bulthaup: Dicke Hildegard |                          |

(Raumschiff) FFNterprise ist eine Parodie der Serie Raumschiff Enterprise. Hierbei wurden, neben der Parodie der Titelmusik, kurze Sätze in Form von O-Tonzitaten aus der deutschen Synchronisation der Serie, i. d. R. von Captain Kirk und Mr. Spock, in die Beiträge eingeflochten. Etliche dieser O-Töne wurden auch mehrmals verwendet.
Die meisten Folgen persiflieren das Leben an Bord des Raumschiffs mit seiner seltsam abgedrehten Crew. Gelegentlich gibt es auch Ausflüge. Die O-Töne sind dabei so in die Dialoge eingespielt, dass sich daraus eine in sich plausible Handlung ergibt. So wurden z. B. die O-Töne von Captain Kirk in der Folge Planet der Bayern so zusammengestellt, dass dieser eine handfeste Schlägerei anzettelt.

### Frau Anneliese
| Frau Anneliese                        | Frau Anneliese                                      |
| ------------------------------------- | --------------------------------------------------- |
| Erkennungsmusik:                      | Anneliese (…warum bist du böse auf mich) (Schlager) |
| Erstausstrahlung:                     | 1991                                                |
| Besetzung                             |                                                     |
| - Sabine Bulthaup: Anneliese Hausmann |                                                     |

Spin-off von Frieda und Anneliese. Anneliese berichtet unter anderem von ihren Bus-Reisen mit NB-Traumreisen („Nickisch und Bietendüvel, Ihr Erlebnispartner im Nordwesten“), z. B. zur Lachparade in Berlin. Der Stil und die Inhalte ähneln ansonsten stark der Serie Frieda und Anneliese.

### Frieda und Anneliese
| Frieda und Anneliese                                                                | Frieda und Anneliese |
| ----------------------------------------------------------------------------------- | --- |
| Erkennungsmusik:                                                                    | U. a. Großer Gott wir loben Dich (Lied/Instrumental) (1990er Jahre) Kein Schöner Land (zeitweilig) Bei Frieda und Anneliese (neuere Folgen) |
| Erstausstrahlung:                                                                   | 1989 |
| Besetzung                                                                           | |
| - Dietmar Wischmeyer: Frieda Horstmannskötter - Sabine Bulthaup: Anneliese Hausmann | |

Zwei alte Damen vom Land reflektieren auf ihre ganz besondere Weise das Leben in ihrem fiktiven Heimatort, der in der Zeit der frühen Produktionen noch im Wiehengebirge liegt (aus dem die beiden Darsteller Bulthaup und Wischmeyer auch im wirklichen Leben stammen); später dann in Plattengülle, welches im Emsland nordwestlich von Osnabrück zu verorten ist. Die Serie persifliert den typischen Dorf-Tratsch, die Lästereien über Nachbarn und andere Dorfbewohner und ist gleichzeitig eine Hommage an die aussterbende Gattung der typisch niedersächsischen Landfrau. Der auf das Dorf und das nähere Umland beschränkte Horizont ist durchaus realistisch. Die verwendeten Familiennamen wie Sickendiek, Bredemeyer, Hüdepohl usw. sind ebenfalls dem wirklichen Leben entnommen und typisch für das westliche Niedersachsen. Weiterhin auffällig ist, dass landessprachlich üblich der Familienname oder der Bezug vor dem Vornamen gesagt wird. Beispiele dafür sind: „Hakenschniepels Gustav“, „Bredemeyers Marta“, „Sickendieks Marianne“, „Unsern Hans“ oder „Unsern Reinhard ihn seine Anita“. In den späteren Folgen wird – in Bezug auf Annelieses Sohn Dieter – Friedas homophobe Aversion deutlich. Zudem entwickelt sich ihr Reinhardt, der seinen Dienst als Finanzbeamter stets im Schlaf verrichtet (selbst aber nie in Erscheinung tritt), zu einem ausgewachsenen Running Gag.
Das Intro wurde mehrmals gewechselt. Zeitweilig waren Großer Gott, wir loben dich (untermalt von Glockengeläut), oder Kein schöner Land (schräg gespielt) im Einsatz. In den frühen 2010er Jahren wurde ein eigens eingespieltes Intro (Bei Frieda und Anneliese) eingesetzt. Es gibt auch insbes. frühe Folgen ohne Intro.

### Günther, der Treckerfahrer
| Günther, der Treckerfahrer              | Günther, der Treckerfahrer   |
| --------------------------------------- | ---------------------------- |
| Erkennungsgeräusch:                     | Geräusche eines Lanz Bulldog |
| Erstausstrahlung:                       | 1989                         |
| Besetzung                               |                              |
| - Dietmar Wischmeyer: Günther Höhnefeld |                              |

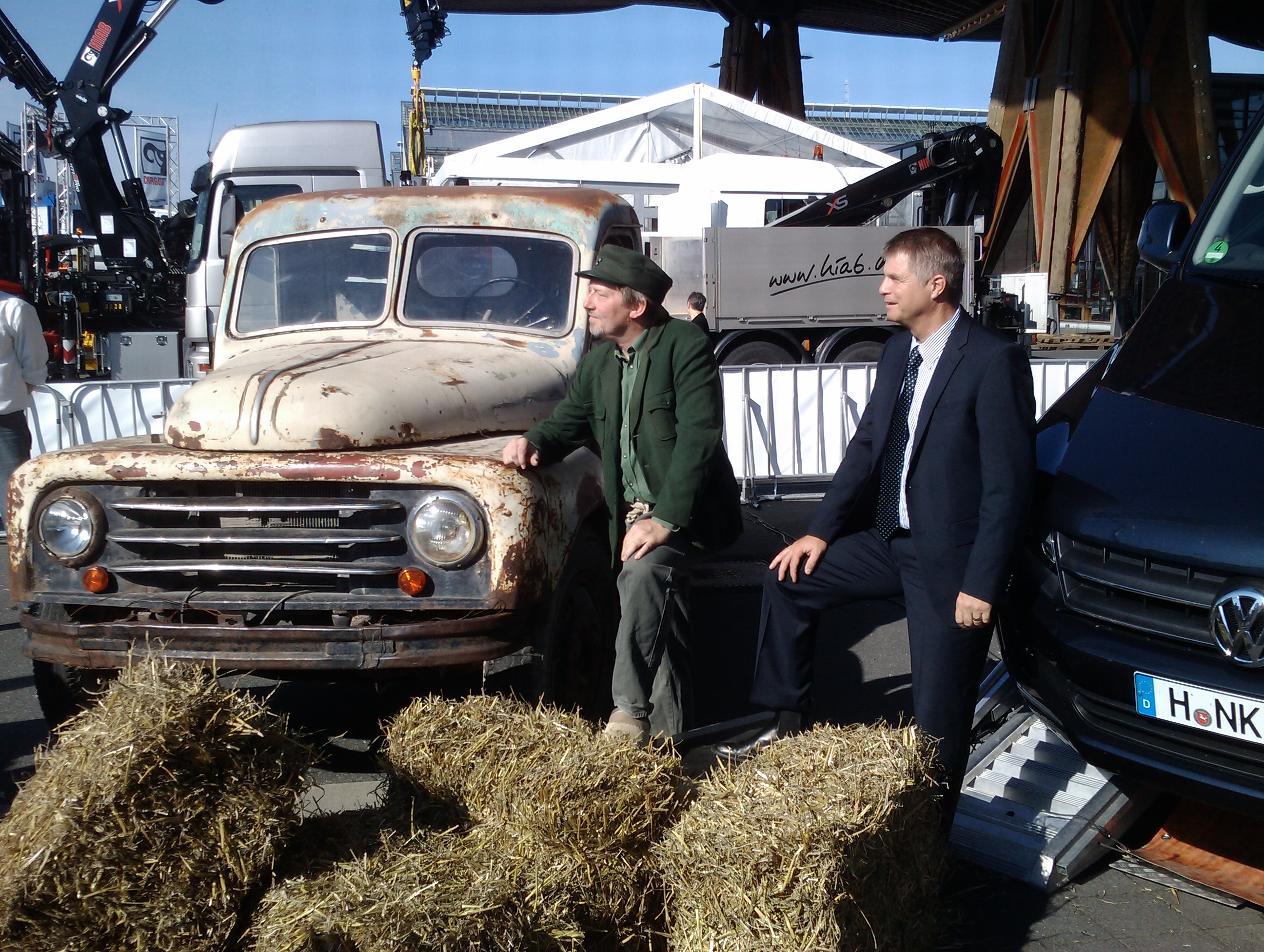
Dietmar Wischmeyer als Günther

Ey, Günther!, ruft jemand und nach dem obligatorischen Moin reflektiert Günther, der Treckerfahrer, aktuelles Zeitgeschehen und politische Themen auf satirische Weise. Natürlich werden aktuelle landwirtschaftlich interessante Themen, wie die Vogelgrippe, MKS, Schweinepest usw. bevorzugt behandelt. Politische Parteien bieten natürlich nicht nur zu Wahlkampfzeiten eine vortreffliche Zielscheibe für das politische Kabarett des „Philosophen von der Ackerscholle“. Ansonsten beschäftigt sich Günther, der ebenso wie Frieda und Anneliese aus Plattengülle stammt, hauptsächlich mit dem Ferkelkastrieren und mit dem Trecker und Güllewagen über den Acker zu fahren, um die Landschaft mit ihrem typischen Geruch zu versorgen.

### Interviewstudio
| Interviewstudio             | Interviewstudio     |
| --------------------------- | ------------------- |
| Erkennungsmusik:            | Radio FFN Interview |
| Erstausstrahlung:           | ?                   |
| Besetzung                   |                     |
| - Oliver Kalkofe: Moderator |                     |

Nach einer meist stark überzogenen Einleitung versucht der Moderator ein Interview zu führen, wobei jedoch meistens irgendetwas aus dem Ruder läuft. Oft entpuppen sich die Gesprächspartner als Schwindler, oder es kommt erst gar kein plausibles Gespräch zustande. Am Ende wird das im Frühstyxradio äußerst unbeliebte Lied Rhythm of My Heart von Rod Stewart angespielt, was nicht selten zu abfälligen, teils sogar wütenden Reaktionen der Talkgäste führt. Üblicherweise wurde mit der anschließenden regulären Moderation Rhythm of My Heart noch während der ersten Strophe abgebrochen.

### Isernhagen Law
| Isernhagen Law | Isernhagen Law      |
| --- | ------------------- |
| Erkennungsmusik: | Theme From L.A. Law |
| Erstausstrahlung: | 5. September 1993   |
| Besetzung |                     |
| - Dietmar Wischmeyer: Richter - Oliver Kalkofe: Staatsanwalt - Oliver Welke: Verteidiger - Andreas Liebold: Angeklagter - Sabine Bulthaup: Gerichtsschreiberin, Geschworene |                     |

Parodie der US-amerikanischen Anwalts- und Gerichtsserie L.A. Law. Die Episoden spielen üblicherweise im Gerichtssaal während oder im Vorfeld einer Verhandlung. Das Geschehen gleitet oft in Streitereien, Albereien, Spielchen und andere Kindereien oder unsinnige Diskussionen ab. Während es dem Verteidiger oft nicht gelingt, seine Mandanten adäquat zu vertreten (manchmal agiert er auch nur widerwillig oder verweigert sich sogar gänzlich) und der Staatsanwalt oft abgelenkt zu sein scheint und gelegentlich, selbst in handfesten Notsituationen nicht ernst genommen wird, fällt der Richter durch seinen Hang zu Willkür und einer Vorliebe für besonders harte Urteile auf. Gern verhängt er mal die Todesstrafe. Auch Einsprüche (häufig wegen Hörensagen) sind an der Tagesordnung.
Der Name Isernhagen Law rührt daher, dass sich das Studio von radio ffn damals in Isernhagen befand.

### Kalkofes Mattscheibe
| Kalkofes Mattscheibe | Kalkofes Mattscheibe |
| -------------------- | -------------------- |
| Erkennungsmusik:     | Mattscheiben-Jingle  |
| Erstausstrahlung:    | 25. Februar 1991     |
| Besetzung            |                      |
| - Oliver Kalkofe     |                      |

Kalkofes Mattscheibe parodierte einmal wöchentlich den „TV-Mist“ der Vorwoche. Dazu nahm Oliver Kalkofe lustige Szenen aus TV-Sendungen und Serien, die er dann auf witzige Weise kommentierte.
Eine Ausnahme stellte hierbei die Folge vom 18. Januar 1993 dar, in welcher die Sendung Augenzeugen-Video mit Olaf Kracht thematisiert wurde, eine Reality-Show, die auf dem Fernsehsender RTL ausgestrahlt wurde und in der Amateurfilmaufnahmen von schweren Unfällen, Selbstmorden etc. gezeigt wurden. Da es in dieser Sendung keine lustigen Szenen gab, die Kalkofe hätte benutzen können, gab er stattdessen ein bitterböses Statement zu Augenzeugen-Video ab.
1994 gab es eine Anfrage des Pay-TV-Senders Premiere Kalkofes Mattscheibe für das Fernsehen zu produzieren, sodass ab April selbigen Jahres einmal wöchentlich auf Premiere die TV-Version von Kalkofes Mattscheibe lief. Die Radio-Ausgabe der Mattscheibe auf ffn bestand noch weiterhin bis 1998.

### Der kleine Tierfreund
| Der kleine Tierfreund                       | Der kleine Tierfreund |
| ------------------------------------------- | --------------------- |
| Erkennungsgeräusch:                         | Tierfreund-Themen     |
| Erstausstrahlung:                           | 1988                  |
| Besetzung                                   |                       |
| - Dietmar Wischmeyer: Der kleine Tierfreund |                       |

Der kleine Tierfreund berichtet im Stil von Heinz Sielmann und Bernhard Grzimek und mit nasal nuschelnder Stimme über seine Naturbeobachtungen. Schonungslos nimmt er dabei das Leben von Tieren und Menschen aufs Korn. Er ist leidenschaftlicher Kreidlerfahrer, was er gelegentlich ebenfalls thematisiert.
Anfänglich wurden die ersten Beiträge als eigenständige Wortbeiträge auf Radio ffn ausgestrahlt. Aufgrund des großen Erfolgs der Erstausstrahlung initiierten die Programmverantwortlichen den Aufbau der Comedy-Redaktion. Somit wurde der Kleine Tierfreund der eigentliche Anstoß für das Frühstyxradio. Diese Serie entwickelte sich zu einem Dauerbrenner, bis 2015 erschienen neue Folgen.
In einer 2007 erschienenen Gesamtausgabe von Uli Steins Tierleben ist ein fast nahezu ausgedachtes Interview mit Dietmar Wischmeyer unter dem Titel "Der kleine Tierfreund spricht mit Uli Stein" abgedruckt.

### Onkel Hottes Märchenstunde
| Onkel Hottes Märchenstunde    | Onkel Hottes Märchenstunde |
| ----------------------------- | -------------------------- |
| Erkennungsmusik:              | Märchenstunde-Thema        |
| Erstausstrahlung:             | 1990er                     |
| Besetzung                     |                            |
| - Oliver Kalkofe: Onkel Hotte |                            |

Onkel Hotte, alias Horst Horstmann erzählt ausgefallene Märchen, die meist von Zwergen, Wichteln, Pechvögeln oder Filmhelden handeln. Oftmals finden die Hauptfiguren in den Geschichten ein tragisches Ende. Gelegentlich gibt Horst Horstmann auch Schulaufsätze aus seiner Jugend zum Besten, die oft von seiner übergewichtigen Mutter und der ebenfalls schwergewichtigen Tante Vettel handeln. Besondere Merkmale sind zudem die offenbar chronische Erkältung, die Tendenz zur Abneigung gegenüber Kindern („Rotzblagen“) oder die oft fehlerhafte Grammatik und Verballhornungen der Sprache („gesägt - tun getan“, „allerallerdings“).
Besonders die Figur des Onkel Hotte und dessen Märchen erlangten im Sendegebiet von radio ffn (überwiegend Niedersachsen und angrenzende Regionen) eine hohe Bekanntheit und es erschienen mehrere CDs (z. B. Spiel mir das Lied vom Zwerg, Hotte X oder Wichtel in der Nacht). Die Geschichten werden manchmal von Kassowarth von Sondermühlen (Dietmar Wischmeyer) eingeleitet.

### (Herr) Radioven
| (Herr) Radioven                         | (Herr) Radioven   |
| --------------------------------------- | ----------------- |
| Erkennungsmusik:                        | keines            |
| Erstausstrahlung:                       | 24. November 1991 |
| Besetzung                               |                   |
| - Andreas Liebold: Albert J.J. Radioven |                   |

Albert J.J. Radioven – vor allem in späteren Folgen oft tituliert als Nervenarsch – taucht unangemeldet und zumeist unerwünscht in diversen, oft ins absurde verklärten Alltagsszenen, manchmal auch in TV-Serien, Filmen oder anderen bekannten Geschichten auf. Er nutzt dabei jede sich bietende Gelegenheit, den Anwesenden das Geheimnis des Frühstyxradios preiszugeben, was scheinbar so unerträglich ist, dass sich seine Opfer zumeist das Leben nehmen, durch einen Unfall (oft eine durch Radioven unbeabsichtigt ausgelöste Kettenreaktion) umkommen oder eines plötzlichen, natürlichen Todes sterben. Gelegentlich löst Radiovens Auftreten auch wilde Prügeleien aus. Radioven selbst nimmt das Geschehen um ihn herum allenfalls teilnahms- und emotionslos zur Kenntnis, zumal er erwartet, dass man ihm aufmerksam zuhört. Weitere Merkmale sind das Jingle Frühstyxradio – Viel Gefühl fürs WC, eine Parodie auf ein in den 1990er Jahren bekanntes Werbejingle und Radiovens langgezogenes Hallooooooooooooooooo am Ende jeder Folge.
Herr Radioven ist eine Parodie auf den Kaffeeunternehmer Albert Darboven, der zu Beginn der 1990er Jahre in einer bekannten Fernsehwerbung für seine Marke Idee Kaffee private Haushalte besuchte und dort die „magenschonende Bekömmlichkeit“ seines Kaffees anpries. So ist ein Teil von Radiovens Geheimnis auch die „gehirnbeschonende Verkömmlichkeit“ des Frühstyxradios.

### Die Vierma
| Die Vierma                                                                                           | Die Vierma        |
| --- | ----------------- |
| Erkennungsmusik:                                                                                     | Die Vierma Themen |
| Erstausstrahlung:                                                                                    | 31. Juli 1988     |
| Besetzung                                                                                            |                   |
| - Andreas Liebold: Fritz F. Nietmeyer - Sabine Bulthaup: Suzette - Dietmar Wischmeyer: Frau Graumann |                   |

Die Serie Die Vierma (Untertitel: Liebe, Intrigen, Portokosten) erzählt fortlaufend (Horizontale Dramaturgie) die Geschichte der Vierma selbst, sowie des Inhabers Fritz F. Nietmeyer, seiner Frau Suzette, den Kindern Boris und Steffi, mehrerer Angestellter und des Teckels Norbert. Im Verlauf der Serie wird Nietmeyers Enkel Erwin geboren. Fritz F. Nietmeyer und sein Cheferfinder Schrage sind ständig auf der Suche nach neuen, innovativen Erfindungen. Ein weiteres zentrales Kennzeichen ist, dass in der Art eines Running Gags sämtliche Redewendungen wörtlich genommen werden. Wenn z. B. Nietmeyer seinen Angestellten auffordert: „Schießen Sie los!“ schießt dieser tatsächlich mit einer Pistole im Büro herum.
Im November 1988 konnten die Hörer von Radio ffn im Rahmen eines Preisausschreibens Vorschläge für Erfindungen einreichen. In der Frühstyxradio-Ausgabe vom 20. November 1988 wurden mehrere dieser Ideen vorgestellt, von denen wiederum einige Eingang in die Serie fanden.
Die Vierma gehört zu den Gründungsformaten des Frühstyxradios und war eine der beständigsten Serien. Bis Januar 1992 liefen 287 Folgen. Da es der Vierma damit gelungen war, die ARD-Serie Lindenstraße hinsichtlich der Folgenzahl zu überholen, entschloss sich die Comedy-Redaktion, trotz des großen Erfolges, die weitere Produktion der Serie einzustellen.

### Willi Deutschmann
| Willi Deutschmann                       | Willi Deutschmann                     |
| --------------------------------------- | ------------------------------------- |
| Erkennungsmusik:                        | Deutsche Nationalhymne mit neuem Text |
| Erstausstrahlung:                       | 1993                                  |
| Besetzung                               |                                       |
| - Dietmar Wischmeyer: Willi Deutschmann |                                       |

Willi Deutschmann ist genau der Nachbar, den sich wohl niemand wünscht. Er sieht sich selbst als Muster-Deutschen, fährt Jetta (die „Jette“, früher auch Opel), geht gerne in den Baumarkt, pflastert seinen Garten im Birkhuhnweg mit Waschbetonplatten, hört Marschmusik und bedient jedes Klischee des Kleinbürgertums. Das Hauptziel seiner Hasstiraden ist seine eigene, offenbar stark übergewichtige Ehefrau, die er in älteren Folgen mit dem Namen „die Alte“, später dann als „der fette Brocken“ oder auch „Satan“ tituliert. An dem Umgang mit seiner Frau demonstriert er sowohl Frauenfeindlichkeit als auch Unmenschlichkeit im Allgemeinen. Seine wütenden Schimpfkanonaden, in denen er sich häufig auch über andere Nachbarn, Ausländer oder Sozialhilfeempfänger (die „Kaputten“) auslässt, beendet er in der Regel mit dem Ausspruch „Meine Meinung, auf Deutsch gesagt!“. Am Ende jeder Folge erklingt die Melodie der Deutschen Nationalhymne mit dem Text: „Willi Deutschmann, der weiß alles, der weiß alles von der Welt!“

### Wischmeyers Logbuch der Bekloppten und Bescheuerten
| Wischmeyers Logbuch der Bekloppten und Bescheuerten | Wischmeyers Logbuch der Bekloppten und Bescheuerten |
| --------------------------------------------------- | --------------------------------------------------- |
| Erkennungsgeräusch:                                 | diverse Logbuch-Themen                              |
| Erstausstrahlung:                                   | ?                                                   |
| Besetzung                                           |                                                     |
| - Dietmar Wischmeyer                                |                                                     |

In seinem Logbuch (einer Reise durch das Land) der Bekloppten und Bescheuerten kommentiert Dietmar Wischmeyer satirisch-bissig und schonungslos aktuelle Themen, technologische Entwicklungen, Sitten und Gebräuche sowie den ganz normalen Alltags- und Kleinbürgerwahnsinn.
Wischmeyers Logbuch ist eines der beständigsten „Frühstyxradio“-Formate; bis heute entstehen neue Beiträge. Gelegentlich tritt Wischmeyer mit seinem Logbuch auch in der heute-show auf

### Zwei kleine Italiener
| Zwei kleine Italiener                               | Zwei kleine Italiener |
| --------------------------------------------------- | --------------------- |
| Erkennungsmusik:                                    | Zwei kleine Italiener |
| Erstausstrahlung:                                   | ?                     |
| Besetzung                                           |                       |
| - Dietmar Wischmeyer: Gianni - Oliver Welke: Enrico |                       |

Die beiden Italiener Gianni und Enrico betreiben ein Ristorante mit angeschlossenem Pizza-Bringdienst, wobei ihnen die Zufriedenheit ihrer Gäste, abfällig „Runzelärsche“ genannt, nicht gerade am Herzen liegt. Auf die (häufigen) Beschwerden – etwa aufgrund langer Wartezeiten, dreckiger Tischbestecke oder ungenießbarer, zum Teil bereits verdorbener Speisen – reagieren sie aufbrausend und gereizt. Oftmals werden die eingeschüchterten Kunden auch zum Zahlen horrender Rechnungssummen (z. B. 400 Mark für kalte Nudeln mit Ketchup) genötigt. Gegenstand der meisten Folgen sind die widrigen Hygienebedingungen in der Restaurantküche und der unverschämte Umgang der beiden Kellner mit ihren Gästen.